# 다나카 다카히로
다나카 다카히로(일본어: 田中 貴大, 1993년 11월 22일 ~ )는 일본의 축구 선수이다.

## 구단 경력
과거 도쿄 베르디, FC 마치다 젤비아에서 활동하였다.